# Вооружённые силы Древней Армении
Вооружённые си́лы Дре́вней Арме́нии (арм. Հին Հայաստանի զինված ուժեր) —  регулярное войско Древней Армении, являвшееся одним из основных элементов древнеармянского общества и государства.
Первые письменные источники, свидетельствующие о создании постоянной и регулярной армии древнеармянского государства, о его военном искусстве относятся к середине VI века до нашей эры. Как свидетельствуюют источники, уже тогда армянское войско имело 40-тысячную пехоту и 8-тысячную конницу.
Во многих трудах армянских историков сохранились хотя и не всегда пространные, но тем не менее ценные сведения о создании древнеармянского регулярного войска, о его количественном составе, о порядке формирования и родах войск, их устройстве и системе обучения, о снаряжении, применявшихся наступательных и оборонительных видах оружия, об архитектуре оборонительных сооружений, о стратегии и тактике, о способах ведения войн.
Как свидетельствует Е.А. Разин, армянское войско пользовалось известностью в Древнем мире, внеся свой вклад в историю военного искусства, о чём имеются свидетельства ассирийских, персидских, греческих и римских источников. В качестве критерия военной силы, способов ведения войны и военного искусства греческие и римские авторы часто указывают древнеармянское войско.
До наших дней дошла составленная ещё в IV-V веках схема армянского войска, сохранившая сведения о количестве и дислокации, известная в армянской историографии под названием Зоранамак.